# Kouvandyk
Kouvandyk (en russe : Кувандык) est une ville de l'oblast d'Orenbourg, en Russie, et le centre administratif du raïon de Kouvandyk. Sa population s'élevait à 23 285 habitants en 2020.

## Géographie
Kouvandyk est située dans le sud de l'Oural, au bord de la rivière Sakmara, à 8 km au nord-ouest de Mednogorsk, à 62 km au nord-ouest d'Orsk, à 159 km — à 190 km par la route — au sud-est d'Orenbourg et à 1 503 km au sud-est de Moscou.

## Histoire
À la fin du XIXe siècle, des migrants venus de la partie européenne de la Russie et d'Ukraine fondent le village de Pokrovka. En 1915, une gare ferroviaire est ouverte et nommée Kouvandyk, d'après le nom d'une rivière locale, la Kouvandytchka. En 1935, Kouvandyk devient un centre administratif de raïon et reçoit le statut de commune urbaine en 1939. Elle accède au statut de ville le 23 août 1953.

## Population
Recensements (*) ou estimations de la population
| 1926* | 1939*  | 1959*  | 1970*  | 1979*  | 1989*  | 2002*  |
| ----- | ------ | ------ | ------ | ------ | ------ | ------ |
| 3 566 | 11 200 | 21 383 | 22 914 | 25 090 | 28 339 | 28 679 |

| 2010*  | 2013   | 2014   | 2015   | 2016   | 2017   | 2018   |
| ------ | ------ | ------ | ------ | ------ | ------ | ------ |
| 26 169 | 25 273 | 24 990 | 24 715 | 24 408 | 24 131 | 23 763 |

| 2019   | 2020   | - | - | - | - | - |
| ------ | ------ | - | - | - | - | - |
| 23 373 | 23 285 | - | - | - | - | - |